# Издательский дом Родионова
Издательский дом Родио́нова — один из крупнейших в прошлом медиахолдингов России, издания которого занимали (1999—2009) лидирующие позиции в группе ежемесячных деловых/финансовых изданий в рейтинге TNS Gallup Media. Три года подряд журнал «Карьера» становился победителем конкурса «Обложка года».

## История
ООО «Издательский Дом Родионова» (ИДР) в начале XXI века было интенсивно развивающимся издательством (за период 2002—2007 номенклатура СМИ, включая online-проекты, увеличилась на 633 %).
В линейку ИДР входили:
- два деловых еженедельника («Профиль/Der Spiegel» и «Компания»),
- три глянцевых журнала («Домовой», XXL, FHM Russia),
- старейший отечественный журнал «Крестьянка» (с приложениями «Наша усадьба», «Хозяюшка» и «Пятнашки»),
- медиапродукт, ориентированный на студентов и работников отделов кадров — журнал «Карьера» (издавался в ко-брендинге с американским журналом Entrepreneur),
- телегид («ТВ7»),
- популярное издание для матерей «Мой маленький»,
- и несколько сайтов, включая портал point.ru.

| ИЗДАНИЕ             | Год запуска/приобретения | Год закрытия |
| ------------------- | ------------------------ | ------------ |
| Профиль             | 1996                     |              |
| Карьера             | 1998                     | 2009         |
| Политбюро           | 2002                     | 2003         |
| Paradox             | 2000                     | 2004         |
| Moulin Rouge        | 2003                     | 2008         |
| L’Optimum           | 2004                     | 2007         |
| Домовой             | 2005                     | 2011         |
| Компания            | 2005                     | 2017         |
| Алко Премиум        | 2005                     | 2006         |
| BusinessWeek Russia | 2005                     | 2008         |
| Крестьянка          | 2005                     | 2016         |
| Наша усадьба        | 2005                     | 2009         |
| Квадратный метр     | 2006                     | 2006         |
| ТВ-7                | 2006                     | 2011         |
| XXL                 | 2006                     | 2014         |
| Она/She             | 2006                     | 2009         |
| Мой маленький       | 2007                     | 2013         |
| FHM Russia          | 2007                     | 2016         |

- 1996 год. Создание журнала «Профиль» — деловой еженедельник, входит в тройку наиболее влиятельных в своем сегменте.
- 1998 год. Выпуск журнала «Карьера» — первое и самое популярное по рейтингам Гэллапа в России издание, освещающее все аспекты успешной карьеры.
- Май 2003. Выпуск журнала «Мулен Руж».
- Январь 2004. Издается журнал «L’Optimum».
- Январь 2005. На базе рекламного отдела ИДР создано рекламное агентство «Глосси Паблишинг».
- Январь 2005. В состав ИДР вошёл, выпускающийся с 1993 года журнал «ДОМОВОЙ» — первый на российском рынке глянцевый иллюстрированный семейный журнал.
- Июнь 2005. Приобретён журнал «КОМПАНИЯ».
- Сентябрь 2005. Запуск «BUSINESSWEEK РОССИЯ».
- Сентябрь 2005. Приобретен ИД «Крестьянка» с журналами «Крестьянка», «Наша Усадьба», «Пятнашки».
- Ноябрь 2005. «Профиль» публикуется в кобрэндинге с известным германским журналом «DER SPIEGEL».
- Март 2006. В состав ИДР вошли глянцевые ежемесячники «ОНА/SHE» и «XXL — мужской журнал».
- Май 2006. Приобретена газета «м² = Квадратный метр».
- Декабрь 2006. Продана газета «м² = Квадратный метр» (покупатель — РБК).
- Март 2007. Начат выпуск журнала «Мой маленький».
- Январь 2007. Приобретена лицензия на выпуск журнала FHM.

Планировалась экспансия концерна на Украине, поскольку после переговоров с казахской компании «Медиахолдинг 31 канал»,
было принято стратегическое решение по продвижению брендов ИДР на постсоветском пространстве. В основе «киевской инициативы» ИДР были коммерческие прогнозы, а не политические (как полагали некоторые эксперты после того как было объявлено, что возглавит новый проект на Украине телевизионный журналист Михаил Леонтьев, известный своими радикальными взглядами).
Выход ИДР со своим проектом («Der Spiegel-Профиль») на украинский печатный рынок стал едва ли не самым громким событием местной отрасли.
Это была откровенная попытка сделать первое по-настоящему пророссийское издание на Украине, которое позиционировалось как альтернатива местной официозной печати. И экономический расчет издателей базировался именно на дефиците подобного издания.
По концепции это в большей степени политический еженедельник, близкий скорее к Newsweek, чем к тому „Профилю“, к которому привык российский читатель
— рассказывалось накануне запуска издания.
Журнал выходил еженедельно на русском языке (первоначальным тиражом 30 тыс. экземпляров) в Киеве, Крыму и на Восточной Украине. Штаб-квартира редакция находилась в Москве в качестве структурного подразделения журнала ИДР «Профиль». На Украине была сформирована корреспондентская сеть, которой руководил украинский журналист Семён Уралов. Украинская команда, работавшая над «Der Spiegel-Профиль», насчитывала дюжину журналистов. Участники рынка предполагали, что руководство ИДР приняло решение издавать этот журнал в пику издателям украинского журнала «Профиль» компании «Главред-медиа».
Летом 2008 года проект был приостановлен и выходил некоторое время в онлайн-версии. Команде удалось выпустить 28 номеров журнала, который, как утверждает Уралов, пользовались популярностью в Харькове, Одессе, Донецке и Крыму.
Основной причиной провала эксперты считают назначение на должность главного редактора издания Леонтьева, который ещё в 2006 году был объявлен persona non grata в Киеве.
После финансового кризиса 2008 года холдинг начал закрывать существовавшие издания. В декабре 2017 года был продан последний актив — журнал «Профиль», владельцем которого стала Европейская медиагруппа.